# Đường cỏ ngọt

Cấu trúc phân tử của đường cỏ ngọt

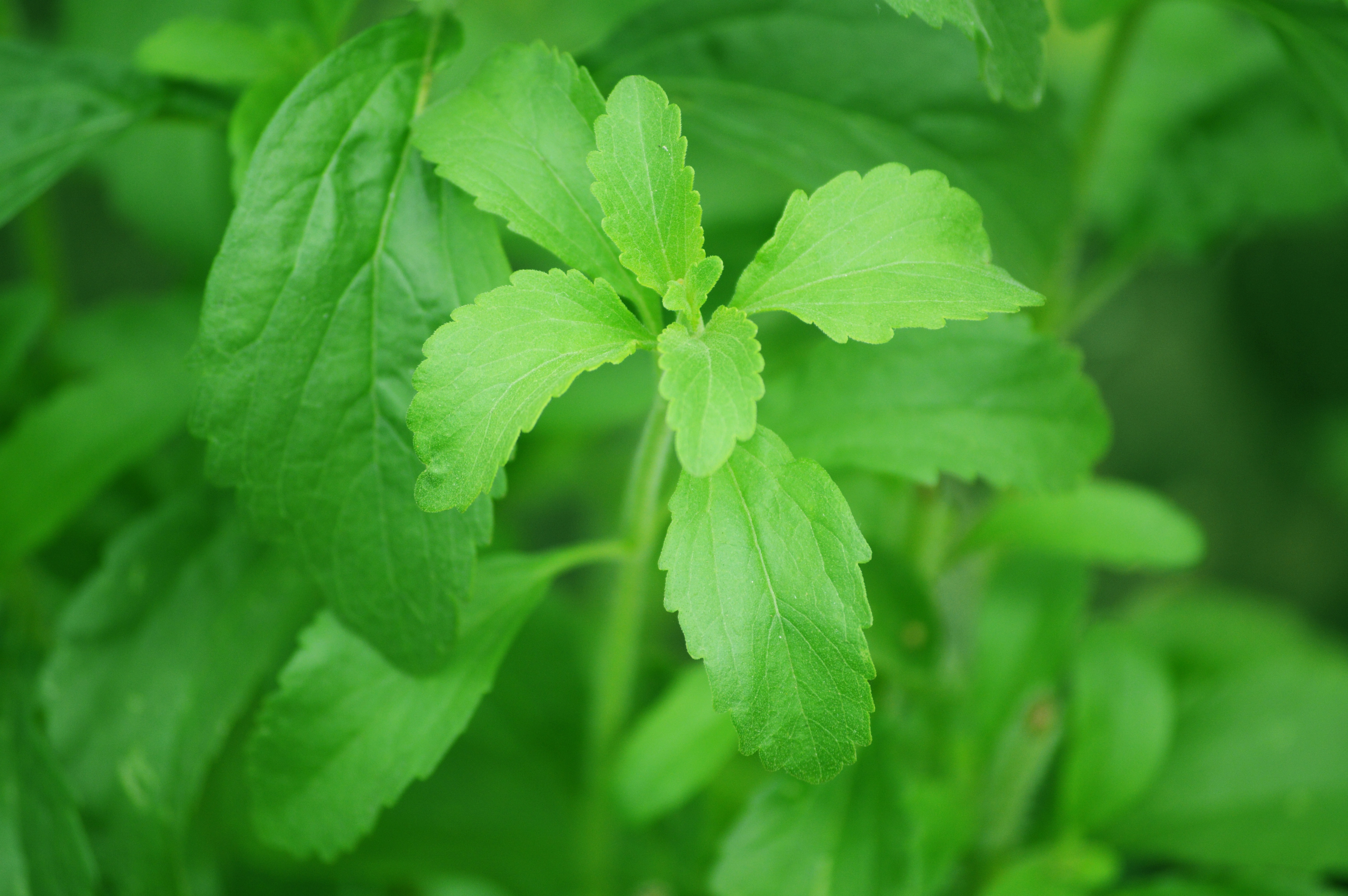
Loài cây Stevia rebaudiana

Đường cỏ ngọt (tiếng Anh: stevia, /ˈstiːviə, ˈstɛviə/) là một loại đường chiết xuất từ loài cây Stevia rebaudiana (cỏ ngọt) có nguồn gốc ở Brazil và Paraguay. Loại đường này ngọt hơn đường thông thường 30 - 150 lần, có độ cháy cố định, pH cố định và không lên men được.
Những stevioside trong cỏ ngọt không ảnh hưởng lên nồng độ glucose máu, cho nên cỏ ngọt có thể dùng làm phụ gia thực phẩm cho người ăn kiêng, ăn ít ngọt như người bị đái tháo đường.
Ở Mỹ, cơ quan Quản lý Thuốc và Thực phẩm FDA đã cho phép sử dụng đường cỏ ngọt từ 2008 và sản phẩm đường cỏ ngọt SweetLeaf là thương hiệu đầu tiên được FDA công nhận là an toàn. Bên cạnh đó, Liên minh Châu Âu EU đã cho phép năm 2011.

## Định tính
Đường cỏ ngọt được chiết xuất từ cây cỏ ngọt. Cỏ được đặt theo tên của người bác sĩ, nhà thực vật người Tây Ban Nha, Petrus Jacobus Stevus (1500–1556) một giáo sư thực vật tại Đại học Valencia. Năm 1899, Moises Santiago Bertoni, nhà thực vật học người Thụy Sĩ, khi nghiên cứu ở Paraguay đã mô tả kỹ lưỡng cỏ ngọt này. Phải đến năm 1931, hai nhà hóa học Pháp đã chiết tách được các glycosides tạo vị ngọt của cỏ stevia và cấu trúc chính xác được công bố vào năm 1955.
Trong những năm 1990, Cơ quan Quản lý Thực phẩm và Dược phẩm Hoa Kỳ (FDA) đã nhận được hai đơn yêu cầu rằng cỏ ngọt được phân loại là được công nhận chung là an toàn (GRAS), nhưng FDA "không đồng ý với [các] kết luận [được nêu chi tiết trong các kiến nghị]". Stevia vẫn bị cấm sử dụng cho đến khi Đạo luật Y tế và Giáo dục Bổ sung Chế độ ăn uống năm 1994, sau đó FDA đã sửa đổi lập trường của mình và cho phép stevia được sử dụng như một chất bổ sung chế độ ăn uống, mặc dù vẫn không phải là một chất phụ gia thực phẩm.Năm 1999, được thúc đẩy bởi các nghiên cứu ban đầu, Ủy ban Châu Âu đã cấm sử dụng cỏ ngọt trong các sản phẩm thực phẩm trong Liên minh Châu Âu trong khi chờ nghiên cứu thêmNăm 2006, dữ liệu nghiên cứu được tổng hợp trong đánh giá an toàn do Tổ chức Y tế Thế giới công bố không tìm thấy tác dụng phụ nào.
Vào tháng 12 năm 2008, FDA đã phê duyệt "không phản đối" quy chế GRAS cho Truviavà PureVia,cả hai đều sử dụng rebaudioside A có nguồn gốc từ cây Stevia. Tuy nhiên, FDA cho biết những sản phẩm này không phải là cây cỏ ngọt mà là một sản phẩm chiết xuất từ cây cỏ ngọt có độ tinh khiết cao. Vào năm 2015, FDA vẫn coi cỏ ngọt "không phải là một phụ gia thực phẩm được chấp thuận", và tuyên bố rằng nó "chưa được xác nhận là GRAS ở Hoa Kỳ do không có đầy đủ thông tin về độc tính". Vào tháng 6 năm 2016, Cơ quan Hải quan và Bảo vệ Biên giới Hoa Kỳ đã ban hành lệnh tạm giữ đối với các sản phẩm stevia sản xuất tại Trung Quốc dựa trên thông tin rằng các sản phẩm này được sản xuất bằng cách sử dụng lao động trong tù. Tính đến năm 2017, Stevia glycoside có độ tinh khiết cao được coi là an toàn và được phép làm thành phần trong các sản phẩm thực phẩm được bán ở Hoa Kỳ.
Từ 30 năm nay, các nhà khoa học Nhật Bản đã nghiên cứu rất kỹ các hoạt chất của cỏ ngọt, nhưng chưa thấy báo cáo độc hại hoặc gây ung thư. Vì vậy ở Nhật Bản đường cỏ ngọt đã được sử dụng rộng rãi nhiều thập niên. Nhật Bản là quốc gia sử dụng cây cỏ ngọt nhiều nhất trên thế giới.
Ngoài ra, các quốc gia Châu Á khác như Trung Quốc, Hàn Quốc, Malaysia, Singapore…và Nam Mỹ đều công nhận và cho phép sử dụng đường cỏ ngọt như một chất phụ gia thay thế đường. Người dân Guarani, Nam Mỹ dùng hơn 1.500 năm. Người Brasil và Paraguay đã dùng để pha trà, thuốc và làm gia vị. Trung Quốc xem cỏ ngọt như một dược liệu thiên nhiên rất tốt để giúp làm giảm cân, ăn ngon và trợ tiêu hóa.

## Thương mại
Vào đầu những năm 1970, các chất tạo ngọt như cyclamate và saccharin đã dần dần bị giảm bớt hoặc bị loại bỏ khỏi một công thức biến thể của Coca-Cola. Do đó, việc sử dụng đường cỏ ngọt như một chất thay thế đã bắt đầu ở Nhật Bản, với chiết xuất nước của lá tạo ra stevioside tinh khiết được phát triển như chất tạo ngọt. Đường cỏ ngọt thương mại đầu tiên ở Nhật Bản được sản xuất bởi công ty Morita Kagaku Kogyo Co., Ltd. của Nhật Bản vào năm 1971. Người Nhật đã sử dụng stevia trong các sản phẩm thực phẩm và nước giải khát, (bao gồm cả Coca-Cola), và để sử dụng trên bàn ăn. Năm 2006, Nhật Bản tiêu thụ cỏ ngọt nhiều hơn bất kỳ quốc gia nào khác, với cỏ ngọt chiếm 40% thị trường chất làm ngọt.
Vào giữa những năm 1980, cỏ ngọt đã trở nên phổ biến trong các ngành công nghiệp thực phẩm tự nhiên và thực phẩm tốt cho sức khỏe của Hoa Kỳ, như một chất làm ngọt tự nhiên không chứa calo cho các loại trà và hỗn hợp giảm cân. Các nhà sản xuất chất tạo ngọt tổng hợp NutraSweet (vào thời điểm đó là Monsanto) đã yêu cầu FDA yêu cầu thử nghiệm loại thảo mộc này. 
Tính đến năm 2006, Trung Quốc là nước xuất khẩu các sản phẩm stevioside lớn nhất thế giới. Vào năm 2007, Công ty Coca-Cola đã công bố kế hoạch xin phê duyệt chất làm ngọt có nguồn gốc từ cỏ ngọt, Rebiana, để sử dụng như một chất phụ gia thực phẩm tại Hoa Kỳ vào năm 2009, cũng như kế hoạch tiếp thị các sản phẩm làm ngọt Rebiana ở 12 quốc gia cho phép stevia được sử dụng như một chất phụ gia thực phẩm.
Vào tháng 5 năm 2008, Coca-Cola và Cargill đã thông báo về sự sẵn có của Truvia, một chất làm ngọt Stevia thương hiệu dành cho người tiêu dùng có chứa erythritol và Rebiana, được FDA cho phép làm phụ gia thực phẩm vào tháng 12 năm 2008. Coca-Cola đã công bố ý định phát hành đồ uống có đường từ cỏ ngọt vào cuối tháng 12 năm 2008. Từ năm 2013 trở đi, Coca-Cola Life, có chứa stevia làm chất tạo ngọt, đã được tung ra tại nhiều quốc gia trên thế giới.
Ngay sau đó, PepsiCo và Pure Circle đã công bố PureVia, nhãn hiệu chất làm ngọt dựa trên đường cỏ ngọt, nhưng từ chối phát hành đồ uống được làm ngọt bằng rebaudioside A cho đến khi nhận được xác nhận của FDA. Kể từ khi FDA cho phép Truvia và PureVia, cả Coca-Cola và PepsiCo đều đã giới thiệu các sản phẩm có chứa chất làm ngọt mới của họ.

## Chiết xuất công nghiệp
Rebaudioside A có vị đắng ít nhất trong tất cả các steviol glycoside trong cây Stevia rebaudiana. Để sản xuất rebaudioside A thương mại, cây Stevia được làm khô và trải qua quá trình chiết xuất nước. Chiết xuất thô này chứa khoảng 50% rebaudioside A. Các glycoside khác nhau được tách và tinh chế thông qua kỹ thuật kết tinh, thường sử dụng etanol hoặc metanol làm dung môi.
Các chất chiết xuất và dẫn xuất từ cây cỏ ngọt được sản xuất công nghiệp và bán trên thị trường dưới các tên thương mại khác nhau.
- Rebiana là tên viết tắt của chiết xuất Stevia, rebaudioside A.[23]
- Truvia là thương hiệu pha chế chất tạo ngọt erythritol và rebiana do Cargill sản xuất và được phát triển cùng với Công ty Coca-Cola.[24]
- PureVia là thương hiệu rebiana của PepsiCo.[21]
- EverSweet, được phát hiện và phát triển bởi Evolva,[25] và do Cargill và DSM hợp tác sản xuất.[26][27]

## Cơ chế hoạt động
Hoạt chất gây ngọt là những steviol glycoside, chủ yếu là stevioside và rebauside, có độ ngọt gấp 250–300 lần đường mía, chất ngọt này không bị nhiệt phân, có độ pH ổn định và không lên men được, nghĩa là không bị vi khuẩn, nấm men sử dụng.
Glycoside là các phân tử chứa gốc glucose liên kết với các chất không phải đường khác được gọi là aglycone (các phân tử có đường khác là polysaccharide). Các thí nghiệm sơ bộ suy ra rằng các thụ thể vị giác của lưỡi phản ứng với glycoside và truyền cảm giác vị ngọt và dư vị đắng kéo dài bằng cách kích hoạt trực tiếp các thụ thể ngọt và đắng.
Theo nghiên cứu cơ bản, steviol glycoside và steviol tương tác với một kênh protein gọi là TRPM5, tăng cường tín hiệu từ các thụ thể ngọt hoặc đắng, khuếch đại hương vị của các vị ngọt, đắng và umami khác. Tác dụng tổng hợp của các glycoside trên cơ quan cảm nhận vị ngọt và TRPM5 giải thích cảm giác ngọt ngào. Một số glycoside steviol (rebaudioside A) được cho là ngọt hơn những chất khác (stevioside).
Steviol không thể được tiêu hóa thêm trong đường tiêu hóa và được đưa vào máu, được gan chuyển hóa thành steviol glucuronid và bài tiết qua nước tiểu.
Bản đồ ba chiều của các protein được tạo ra bởi cây cỏ ngọt, cho thấy các cấu trúc tinh thể tạo ra cả cảm giác ngọt ngào và dư vị đắng trong chất tạo ngọt, đã được báo cáo vào năm 2019.

## An toàn và quy định
Một đánh giá năm 2011 cho thấy rằng việc sử dụng đường cỏ ngọt thay thế cho đường có thể có lợi cho trẻ em, những người mắc bệnh tiểu đường và những người muốn giảm lượng calo nạp vào cơ thể.
Mặc dù cả steviol và rebaudioside A đều được phát hiện là gây đột biến trong thử nghiệm in vitro trong phòng thí nghiệm, những tác dụng này chưa được chứng minh đối với liều lượng và đường dùng mà con người tiếp xúc.. Hai nghiên cứu đánh giá năm 2010 không tìm thấy mối lo ngại nào về sức khỏe với Stevia hoặc các chất chiết xuất làm ngọt của nó.
Ủy ban chuyên gia hỗn hợp về phụ gia thực phẩm của WHO đã phê duyệt, dựa trên các nghiên cứu dài hạn, một lượng steviol glycoside hàng ngày có thể chấp nhận được lên đến 4 mg/kg trọng lượng cơ thể. Vào năm 2010, Cơ quan An toàn Thực phẩm Châu Âu đã thiết lập mức tiêu thụ hàng ngày có thể chấp nhận được là 4 mg/kg/ngày steviol, ở dạng steviol glycoside. Trong khi đó, Trung tâm Ung thư Memorial Sloan Kettering cảnh báo rằng "steviol ở liều lượng cao có thể có hoạt tính gây đột biến yếu"." và một đánh giá "được thực hiện cho" Trung tâm Khoa học vì Lợi ích Công cộng lưu ý rằng không có kết quả về khả năng gây ung thư được công bố cho rebaudioside A (hay stevioside).
Vào tháng 8 năm 2019, FDA Hoa Kỳ đã đặt cảnh báo nhập khẩu đối với lá cỏ ngọt và chiết xuất thô - không có trạng thái GRAS - và trên thực phẩm hoặc chất bổ sung chế độ ăn uống có chứa chúng do lo ngại về tính an toàn và khả năng gây độc.

### Tính khả dụng và tình trạng pháp lý theo quốc gia hoặc khu vực
Loại cây này có thể được trồng hợp pháp ở hầu hết các quốc gia, mặc dù một số quốc gia hạn chế việc sử dụng nó như một chất tạo ngọt. Việc sử dụng được phép hợp pháp và liều lượng tối đa của các chất chiết xuất và các sản phẩm có nguồn gốc rất khác nhau giữa các quốc gia.
- Argentina: cho phép từ năm 2008, tình trạng quy định không chắc chắn[41]
- Úc: Tất cả các chiết xuất steviol glycoside đã được phê duyệt vào năm 2008.[42]
- Brazil: chiết xuất stevioside được phê duyệt làm phụ gia thực phẩm từ năm 2005.[43]
- Canada (tính đến tháng 11 năm 2012)
  - Steviol glycoside trở nên có sẵn như một chất phụ gia thực phẩm vào ngày 30 tháng 11 năm 2012.[44]
  - Lá Stevia rebaudiana và chiết xuất có sẵn dưới dạng thực phẩm chức năng.
- Chile: cho phép từ năm 2008, tình trạng quy định không chắc chắn[41]
- Trung Quốc: cho phép từ năm 1984, tình trạng quy định không chắc chắn
- Colombia: cho phép từ năm 2008, tình trạng quy định không chắc chắn[41]
- European Union: Steviol glycoside đã được Ủy ban Châu Âu phê duyệt và quản lý như phụ gia thực phẩm vào ngày 11 tháng 11 năm 2011.[45][46]
- Hồng Kông: steviol glycoside được phê duyệt làm phụ gia thực phẩm kể từ tháng 1 năm 2010
- Ấn Độ: Trong một thông báo ngày 13 tháng 11 năm 2015, FSSAI đã cho phép sử dụng nó trong một loạt sản phẩm bao gồm nước có ga, món tráng miệng làm từ sữa và đồ uống có hương vị, sữa chua, ngũ cốc ăn liền, mật hoa quả và mứt.[c][47]
- Indonesia: (2012)
  - Steviol glycoside dùng dưới dạng phụ gia thực phẩm từ năm 2012.[48]
  - Lá cỏ ngọt cho phép dùng như một chất bổ sung chế độ ăn uống.
- Israel: được phê duyệt như một chất phụ gia thực phẩm từ tháng 1 năm 2012.[49]
- Nhật Bản: phổ biến rộng rãi từ những năm 1970 và được quy định như một chất phụ gia hiện có từ năm 1995.[50]
- Hàn Quốc: cho phép từ năm 2008, tình trạng quy định không chắc chắn.
- Malaysia: cho phép từ năm 2008, tình trạng quy định không chắc chắn.[41]
- Mexico: chiết xuất glycoside steviol hỗn hợp (không phải chiết xuất riêng biệt) đã được phê duyệt từ năm 2009.
- New Zealand:
  - Tất cả các chiết xuất steviol glycoside đã được phê duyệt vào năm 2008.[42]
- Na Uy:
  - Steviol glycoside được phê duyệt làm phụ gia thực phẩm (E 960) kể từ tháng 6 năm 2012.[51]
  - Bản thân nhà máy vẫn chưa được phê duyệt vào tháng 9 năm 2012.
- Paraguay: có sẵn từ năm 2008, tình trạng quy định không chắc chắn.[41]
- Peru: có sẵn từ năm 2008, tình trạng quy định không chắc chắn.[41]
- Philippines: có sẵn từ năm 2008, tình trạng quy định không chắc chắn.[41]
- Liên bang Nga: stevioside được phê duyệt làm phụ gia thực phẩm từ năm 2008, với "liều lượng tối thiểu cần thiết" để đạt được mục tiêu. [52]
- Ả Rập Saudi: có sẵn từ năm 2008, tình trạng quy định không chắc chắn[41]
- Singapore: steviol glycoside được phê duyệt làm phụ gia thực phẩm trong một số loại thực phẩm, kể từ năm 2005 [53] Trước đây nó đã bị cấm.[54]
- Nam Mỹ: được phê duyệt từ tháng 9 năm 2012 và phổ biến rộng rãi. [55]
- Đài Loan: có sẵn từ năm 2008, tình trạng quy định không chắc chắn..[41]
- Thái Lan: có sẵn từ năm 2008, tình trạng quy định không chắc chắn.[41]
- Thổ Nhĩ Kỳ: có sẵn từ năm 2008, tình trạng quy định không chắc chắn.[41]
- các Tiểu Vương Quốc Ả Rập Thống Nhất: có sẵn từ năm 2008, tình trạng quy định không chắc chắn.[41]
- Uruguay: có sẵn từ năm 2008, tình trạng quy định không chắc chắn.[41]
- Hoa Kỳ (tính đến tháng 4 năm 2017):
  - Rebaudioside A tinh khiết đã được phép sử dụng từ tháng 12 năm 2008 như một chất phụ gia thực phẩm (chất tạo ngọt), được bán dưới nhiều tên thương mại khác nhau và được phân loại là "thường được công nhận là an toàn" ("GRAS").[56]
  - Stevia rebaudiana lá và chiết xuất thô đã có sẵn dưới dạng thực phẩm bổ sung từ năm 1995, nhưng sự cho phép của FDA năm 2008 không mở rộng cho chúng, và chúng không có trạng thái GRAS. Vào năm 2019, lá và chiết xuất thô đã được đưa vào cảnh báo nhập khẩu của FDA với những lo ngại về tính an toàn của chúng để sử dụng trong thực phẩm hoặc chất bổ sung và khả năng gây độc.[40]
- Việt Nam: có sẵn từ năm 2008, tình trạng quy định không chắc chắn.[41]